# 塩塚峰
塩塚峰（しおづかみね）は、徳島県三好市と愛媛県四国中央市との境界に位置する標高1,043.4mの山である。

## 概要
頂上からは四国の主な山並みと瀬戸内海を一望出来る。塩塚峰に広がる塩塚高原は近年まで地元農家に茅肥採取地として活用されていた。良質な茅肥を守るための野焼きが現在も行われている。数少ない観光型里山の一つとも言える。
塩塚はもともと愛媛での呼称で、かつては塩塚山や塩塚峯と呼ばれることが多かったようである。徳島ではドウメキ山と呼ばれていたようである。

## ギャラリー

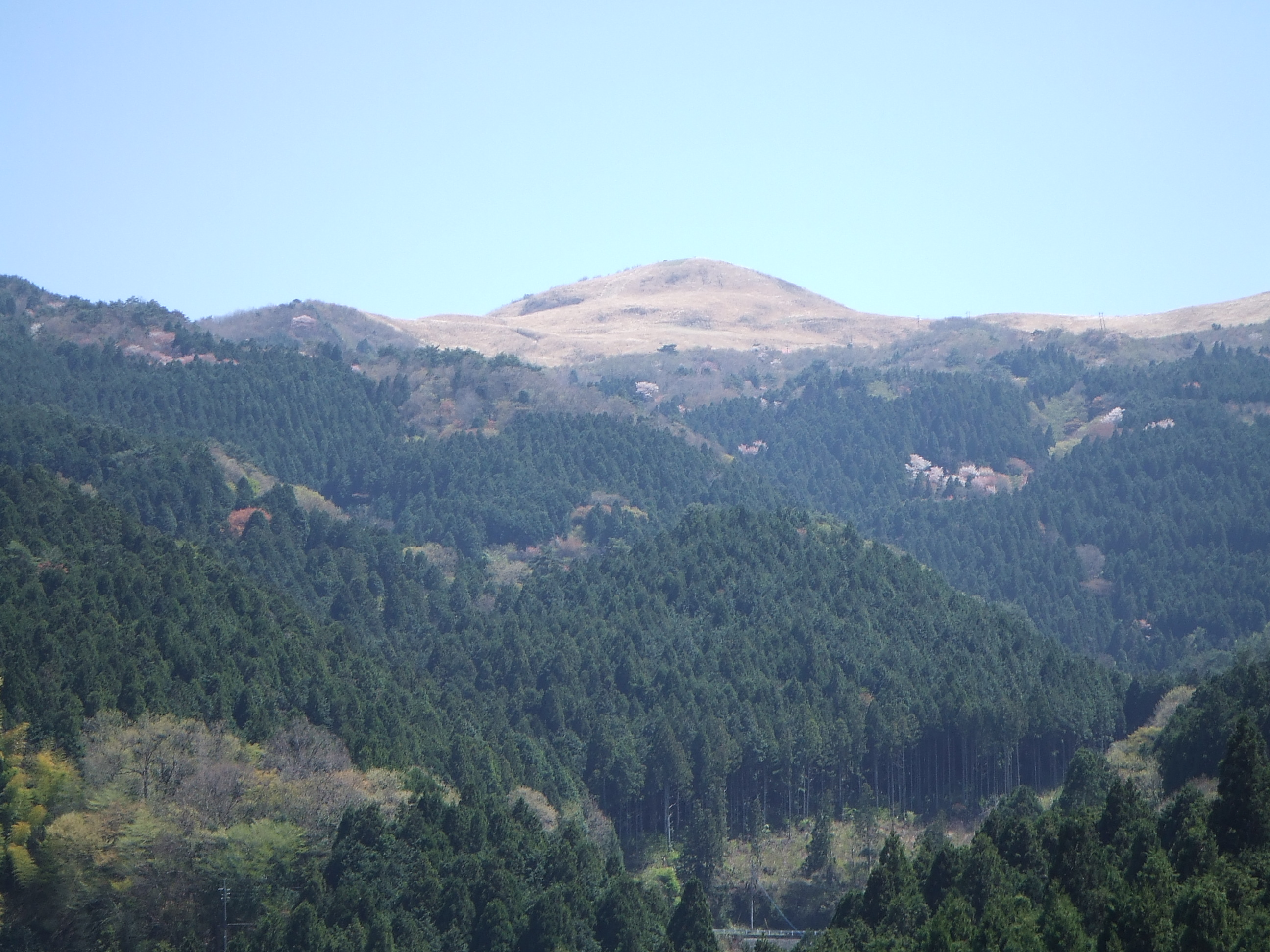
麓から
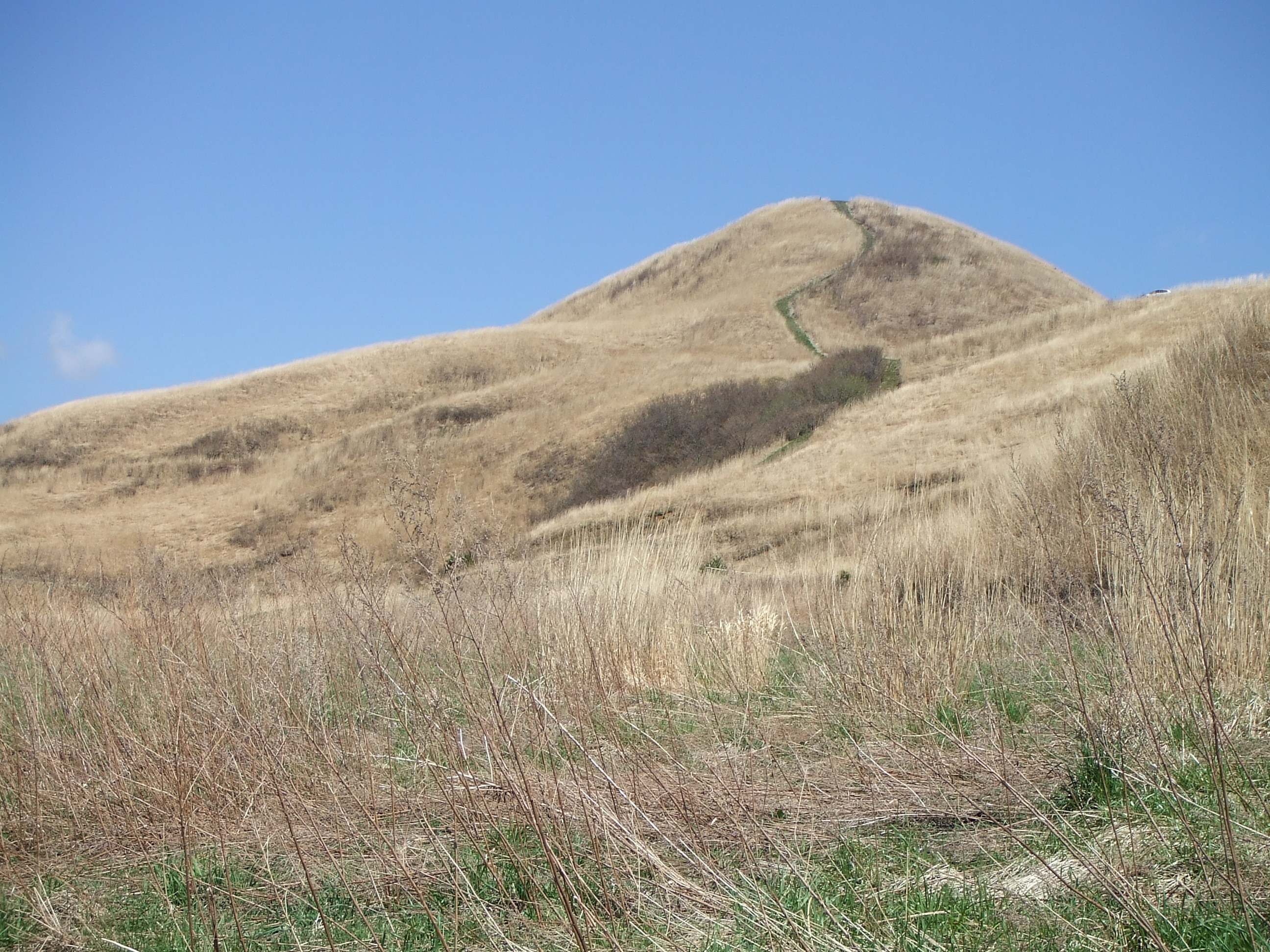
直下の車道から
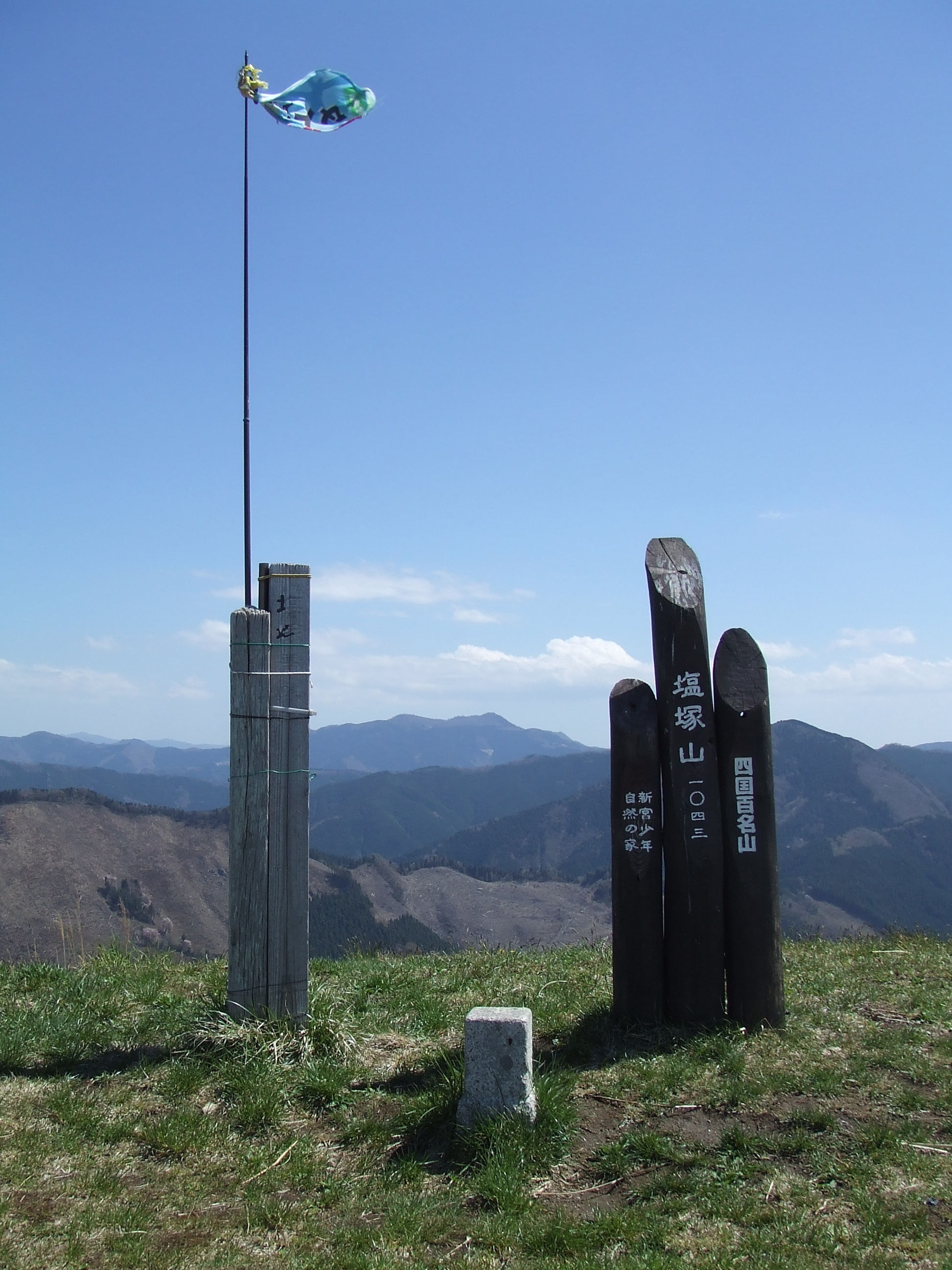
頂上